# العربية للعود
تأسست العربية للعود في عام 1982م على يد عبد العزيز الجاسر، وتدير الشركة سلسلة تضم أكثر من 1400 متجر حول العالم تبيع أكثر من 400 نوع من أنواع العطور.
بالاضافة للمتاجر الالكترونية التى توفر تجربة مميزة للعملاء.

## نظرة عامة
العربية للعود لديها أكثر من 3700 موظف خدمة عملاء عبر أكثر من 37 دولة حول العالم، من لندن إلى باريس وجميع أنحاء الشرق الأوسط، وكذلك هي شركة متخصصة في صناعة البخور والعطور الشرقية والزيوت العطرية. وتتصدر العربية للعود تجارة العطور والبخور بتحقيقها المركز الأول في منطقة الشرق الأوسط وإفريقيا والحادي عشر عالميًا حسب تصنيف يورومونيتور الدولية لعام 2013م، وتصنف كواحدة من أقوى مائة علامة تجارية في المملكة العربية السعودية في عام 2013.

## إنجازات
- أكثر من 400 منتج.[4]
- أكثر من 3700 موظف.
- التواجد في 150 مدينة.
- التواجد في 35 دولة.
- افتتاح 900 متجر.
- المركز الأول من ناحية المبيعات في الشرق الأوسط وإفريقيا.
- المركز 11 عالميًا من ناحية المبيعات.
- الحصول على 25 جائزة أوسكار للعطور.